# Bruit rose

Spectre de bruit rose (échelle logarithmique)

Le bruit rose est un signal aléatoire dont la densité spectrale est constante par bande d'octave. Sa densité spectrale de puissance est inversement proportionnelle à la fréquence du signal.

## Principe et différence avec le bruit blanc
Tandis que le bruit blanc a une énergie spectrale constante sur l'intégralité de l'échelle des fréquences, le bruit rose possède lui une énergie constante par bande d'octave. Par exemple, avec le bruit rose, la bande d'octave s'étalant de 500 à 1 000 hertz contient la même énergie que celle s'étalant de 4 000 à 8 000 hertz. Ainsi le spectre du bruit rose décroît avec l'augmentation des fréquences, contrairement au bruit blanc qui reste constant.
L'un des sons naturels se rapprochant le mieux d'un bruit rose est celui d'un torrent ou d'une cascade, produit par les fréquences aléatoires s'additionnant du choc des masses d'eau plus ou moins importantes sur les rochers.

## Motivation et utilisations
La perception humaine étant logarithmique, le bruit rose se trouve plus adapté à la perception humaine que le bruit blanc. Pour cette raison, le bruit rose est donc souvent utilisé dans l'univers audible pour calculer la réponse fréquentielle d'une chaîne de reproduction sonore. Il peut être aussi utilisé pour mesurer les caractéristiques des transducteurs électroacoustiques (microphone, haut-parleur, enceintes). Il sert également dans l'acoustique des salles et l'acoustique du bâtiment. Par exemple, un bruit rose est émis dans une salle via un haut-parleur, et un microphone situé dans la salle enregistre le signal reçu. Le spectre mesuré permet de connaître les fréquences atténuées et de les corriger via un égaliseur.
Dans le bâtiment, la mesure in situ d'une isolation se fait par comparaison entre un bruit rose d'émission et le bruit mesuré dans la pièce de réception.

## Historique
L'histoire du bruit rose est intrinsèquement liée à l'étude des processus stochastiques et à la compréhension de la nature des fluctuations observées dans divers systèmes, qu'ils soient physiques, biologiques ou économiques. Contrairement à une découverte unique attribuable à une personne ou une date précise, le bruit rose, et plus spécifiquement sa caractéristique en 1/f, a été progressivement reconnu à travers diverses disciplines au cours du XXe siècle.
Les premières observations de phénomènes présentant une densité spectrale de puissance inversement proportionnelle à la fréquence remontent aux travaux sur le bruit de scintillement (ou flicker noise) dans les composants électroniques dès les années 1920. Des physiciens comme J.B. Johnson et H. Nyquist ont jeté les bases de la compréhension du bruit thermique et du bruit de grenaille, mais le bruit en 1/f s'est avéré plus complexe à expliquer, ne correspondant ni à un bruit blanc (thermique) ni à un bruit brun (mouvement brownien).
Dans les années 1960 et 1970, l'intérêt pour les phénomènes en 1/f a connu un essor considérable. Le physicien Richard F. Voss, notamment, a joué un rôle clé en popularisant le concept du bruit rose et en démontrant sa prévalence dans une multitude de phénomènes naturels et artificiels. Ses travaux ont mis en évidence que des éléments aussi divers que les fluctuations de la hauteur de la musique, les variations de luminosité des étoiles, les battements de cœur ou même les variations de tension boursière, pouvaient tous présenter des spectres de puissance de type 1/f. Voss a également souligné l'intérêt particulier du bruit rose pour la perception humaine, en notant que de nombreux signaux perçus comme "naturels" ou "agréables" (comme le son d'une cascade) avaient des caractéristiques spectrales similaires au bruit rose.
Parallèlement, les développements en acoustique et en traitement du signal ont rapidement identifié le bruit rose comme un outil essentiel. Sa conformité avec la perception logarithmique de l'oreille humaine en a fait le signal de choix pour les mesures de réponse fréquentielle des systèmes audio et pour l'acoustique des salles. L'utilisation du bruit rose a permis des analyses plus pertinentes et des corrections d'égalisation plus précises que celles basées sur le bruit blanc.
Aujourd'hui, le bruit rose continue d'être un sujet de recherche actif dans des domaines aussi variés que la physique des matériaux, la neuroscience, la biologie ou encore l'économie, où il est souvent le signe de systèmes complexes présentant des corrélations à longue portée ou des phénomènes d'auto-organisation.

## Source
- Christian Hugonnet et Pierre Walder, Théorie et pratique de la prise de son stéréophonique, Paris, Eyrolles, 1994, 251 p. (ISBN 978-2-212-09809-9, OCLC 464035849)